# Shakti Gawain
Shakti Gawain (* 30. September 1948 als Carol Louise Gawain  in Trenton, New Jersey; † 11. November 2018) war eine Autorin des New Age. Ihre Bücher, das bekannteste davon Creative Visualization („kreative Visualisierung“), wurden mehr als 10 Millionen Mal verkauft.

## Werke (Auswahl)
- 1978: Creative Visualization: Use the Power of Your Imagination to Create What You Want in Your Life. Waterloo Publishing, Mill Valley, Ca., USA
  - 1984: Stell dir vor. Kreativ visualisieren. Deutsch von Siegfried Berger. Sphinx Verlag, Basel
  - 1986: Rowohlt Taschenbuch, Reinbek bei Hamburg, 990-ISBN 3-499-18093-6
- 1985: Living in the Light: Follow Your Inner Guidance to Create a New Life and a New World
- 1985: Living in the Light: A Guide to Personal and Planetary Transformation
- 1987: Developing Intuition: Practical Guidance for Daily Life (Gawain, Shakti)
- 1989: Contacting Your Inner Guide
- 1989: Return to the Garden
- 1991: Awakening: A Daily Guide to Conscious Living
- 1992: Every Moment: A Journal with Affirmations
- 1992: Meditations: Creative Visualization and Meditation Exercises to Enrich Your Life
- 1993: The Path of Transformation: How Healing Ourselves Can Change the World
- 1996: The Four Levels of Healing: A Guide to Balancing the Spiritual, Mental, Emotional, and Physical Aspects of Life
- 1996: Creative Visualization Meditations
- 1997: Creating True Prosperity
- 1997: Creative Visualization and Transformation
- 2000: Partnering: A New Kind of Relationship
- 2003: Reflections in the Light: Daily Thoughts and Affirmations
- 2003: Create Your Own Affirmations: A Creative Visualization Kit
- 2003: The Millionaire Course: A Visionary Plan for Creating the Life of Your Dreams
- 2011: Living in the Light: Follow Your Inner Guidance to Create a New Life and a New World